# 바티 축구 아카데미
바티 축구 아카데미(សាលាបាល់ទាត់ជាតិបាទី)는 캄보디아의 축구단으로 현재 캄보디아 리그 2에서 활동하고 있다.

## 역대 감독
| 감독        | 임기   |
| ----------- | ------ |
| 교토쿠 고지 | 2019 ~ |

틀:캄보디아 리그 2